# Big Comic Spirits
Big Comic Spirits (ビッグコミックスピリッツ, Biggu Komikku Supirittsu) és una revista setmanal de manga seinen publicada per Shogakukan i dirigida per a persones del sexe masculí entre els 20–25 anys. Va ser originalment llançada el 14 d'octubre del 1980. La cultura del menjar, els esports, les relacions d'amor, i els negocis proporcionar els temes per a la seva sèrie en curs, que sovint qüestiona els valors convencionals. En el 1996 Frederik Schodt caracteritzà el lector típic de la revista com un enginyer de sistemes de vint anys que treballa en una companyia de finances, menja en botigues de ramen i està considerant seriosament l'ús d'un servei d'intermediació per cites amoroses.